# Karl von Esebeck
Pour les articles homonymes, voir Esebeck.
Karl Christian Burghard von Esebeck (né le 25 avril 1745 à Deux-Ponts et mort le 23 novembre 1809 à Berlin) est un général de division  prussien.

## Biographie

### Origine
Karl Christian Burghard est le fils de Johann Asmus von Esebeck (de) (né le 25 août 1711 et mort le 21 mai 1771) et de son épouse Johanna Friederike, née von Göllnitz. Son père est conseiller privé et ministre d'État à Deux-Ponts ainsi que seigneur de Salze, Liebersee et Cocherau.

### Carrière militaire
En 1760, Esebeck est employé comme Estandartenjunker dans le régiment de cuirrassiers du corps de l'armée prussienne et y est nommé cornette le 18 juin 1760. Esebeck combat avec son régiment lors de la campagne 1760/63 près de Torgau, Freiberg et Langensalza et est promu lieutenant après la conclusion de la paix le 18 juin 1764. Le 25 juin 1775, il est promu capitaine d'état-major. En tant que capitaine et commandant d'escadron, Esebeck participe à la guerre de succession de Bavière en 1778/79. Alors que sa carrière militaire se poursuit, il devient major le 3 septembre 1786 et entre à ce titre en guerre contre la France en 1792. Pendant la campagne, Esebeck devient lieutenant-colonel le 23 janvier 1793 et reçoit l'ordre Pour le Mérite le 11 décembre 1793 pour ses réalisations lors de la bataille de Kaiserslautern. Il combat ensuite près de Trippstadt et est finalement nommé commandant du régiment le 22 janvier 1794. Le 1er août 1794, Esebeck doit se rendre à l'hôpital de Mayence car il souffre de dysenterie. Après sa convalescence, il arrive au dépôt du régiment au milieu du mois et est promu colonel le 21 janvier 1795. Le roi Frédéric-Guillaume III nomme Esebeck le 12 mai 1803 chef du 8e régiment de dragons « von Busch (de) » et cinq jours plus tard, il le promeut major général. Lors de la quatrième guerre de coalition contre la France, Esebeck dirige son régiment lors de la bataille d'Eylau et des batailles de Braunsberg et de Jesau (de). Un an après la paix de Tilsit, Esebeck présente sa démission, qui lui est accordée avec une pension annuelle de 1 000 thalers.
Il meurt à Berlin et est enterré le 26 novembre 1809 au cimetière de la garnison.

### Famille
Esebeck se marie le 22 décembre 1771 à Dessau avec Wilhelmine Charlotte Schönberg von Brenkenhoff (de) (née le 5 février 1752 et mort le 8 septembre 1827 à Siegelsdorf, district de Mersebourg). Elle est la fille du maréchal Franz Balthasar Schönberg von Brenkenhoff (de). Le mariage donne naissance aux enfants suivants :
- Karl (mort en 1774)
- Friederike (née le 17 octobre 1775 à Kalbe et morte le 27 décembre 1846 à Dessau)
- Hans Wilhelm Karl (né le 3 mars 1777 à Kalbe)
- Christian Wilhelm Ludwig (1779-1838), chef de la police de Berlin marié avec Wilhelmine von Naumer (née le 23 juillet 1789 et morte le 5 août 1853)
- Wilhelmine (morte en 1781)
- Asmus Heinrich Franz (né le 10 juillet 1783 à Kalbe et mort le 18 juillet 1812 près d'Eckau)
- Joachim Eberhard Karl (né le 12 novembre 1784 à Kalbe et mort le 2 mai 1813 près de Großgörschen), capitaine d'état-major prussien et chef du détachement de chasseurs volontaires du régiment de la Garde
- Karl August Ludwig Hans (1786-1871), lieutenant général prussien[8], marié :
  - en 1809 avec Frederike von Saucken (née le 21 septembre 1788 et morte le 15 avril 1830)
  - en 1831 avec Thérèse von Stülpnagel (née le 12 novembre 1810 et morte le 25 août 1887)